# جوناثان كيمب
جوناثان كيمب (بالإنجليزية: Jonathan Kemp)‏ هو كاتب بريطاني، ولد في 1967.